# 斯氏棘胎鳚
斯氏棘胎鳚（學名：Acanthemblemaria stephensi），為輻鰭魚綱鳚形目煙管鳚科棘胎鳚屬的一種，被IUCN列為易危保育類動物，分布於東太平洋Malpelo島海域，深度9至10公尺，本魚體延長、頭短鈍，頭上的骨刺發育良好，在眼睛上方形成菱形斑塊；兩眼之間和鼻子上也有刺和骨質突起，鼻孔和眼睛上方有觸鬚，口腔頂部側面有兩排發育良好的牙齒，半透明的藍灰色，身體下半部有鮮紅色的條紋，上半部有相應的分散的紅色斑點或斑塊，中側有一排水平細長的白色斑點，頭部和身體覆蓋著許多小的淺藍色斑點，雄魚頭部呈深藍黑色，前背鰭呈鮮紅色，有黑斑，嘴唇和觸鬚為紅色，體長可達5公分，棲息在岩礁區，通常躲在蠕蟲空巢穴，以浮游動物為食，雌魚產附著性卵，由雄魚守護魚卵，生活習性不明。